# 青森県立田名部高等学校大畑校舎
青森県立田名部高等学校大畑校舎（あおもりけんりつ たなぶこうとうがっこう おおはたこうしゃ）は、青森県むつ市（旧・下北郡）大畑町に所在した公立の高等学校。2015年3月31日閉校。

## 所在地
- 〒039-4401 青森県むつ市（旧・下北郡）大畑町字兎沢17-200

## 沿革
- 1948年（昭和23年）- 青森県立田名部高等学校大畑分校として開校。
- 1981年（昭和56年）- 青森県立大畑高等学校として独立。
- 2007年（平成20年）- 青森県立田名部高等学校の分校化、青森県立田名部高等学校大畑校舎となる。
- 2013年（平成25年）4月 - 生徒募集停止。
- 2015年（平成27年）3月31日 - 閉校[1]。